# Compsophorus cyaneus
Compsophorus cyaneus är en stekelart som först beskrevs av Tohru Uchida 1927.  Compsophorus cyaneus ingår i släktet Compsophorus och familjen brokparasitsteklar. Inga underarter finns listade i Catalogue of Life.